# Heinrich Gerlach (Politiker)

Heinrich Gerlach

Heinrich Gerlach (* 29. Januar 1846 in Paderborn; † 14. Oktober 1928 in Münster) war ein deutscher Mediziner und Politiker der Zentrumspartei.
Gerlach besuchte das Gymnasium in seiner Geburtsstadt. Danach studierte er Medizin in Münster, Greifswald und Marburg. Er promovierte 1870, ehe er den Deutsch-Französischen Krieg als Assistenzarzt mitmachte. Nach dem Staatsexamen 1871 arbeitete er als Assistenzarzt in der Provinzialheilanstalt in Marsberg. Zwischen 1878 und 1911 war Gerlach Direktor der Provinzialheilanstalt in Münster. Seit 1883 war er außerdem Mitglied des königlichen Medizinalkollegiums in Münster.
Gerlach war Mitglied des westfälischen Provinziallandtages und seit 1913 Mitglied des Provinzialausschusses. In einer Nachwahl wurde er am 22. März 1912 als Nachfolger von Georg von Hertling in den Reichstag für den Wahlkreis Münster-Coesfeld gewählt.